# Torneo de Barranquilla 2023
El Barranquilla Open 2023 fue un torneo de tenis pertenecinte a categoría WTA 125. Se trató de la 2.ª edición, el torneo tuvo lugar en la ciudad de Barranquilla, Colombia entre el 14 hasta 19 de agosto de 2023.

## Cabezas de serie

### Individuales
| Tenista           | Ranking | Preclasificada |
| Tatjana Maria     | 56      | 1              |
| Anna Schmiedlová  | 73      | 2              |
| Caroline Dolehide | 108     | 3              |
| Aliona Bolsova    | 116     | 4              |
| Panna Udvardy     | 126     | 5              |
| Simona Waltert    | 134     | 6              |
| Julia Riera       | 131     | 7              |
| Laura Pigossi     | 144     | 8              |

- Ranking del 7 de agosto de 2023.[2]

### Dobles
| Tenista                            | Ranking | Preclasificada |
| Yana Sizikova Kimberley Zimmermann | 106     | 1              |
| Aliona Bolsova Irina Khromacheva   | 154     | 2              |

## Campeonas

### Individuales femeninos
Tatjana Maria venció a  Fiona Ferro por 6-1, 6-0

### Dobles femenino
Valentini Grammatikopoulou /  Despina Papamichail vencieron a  Yuliana Lizarazo /  María Paulina Pérez por 7–6(2), 7–5